# Kelowej
| okres / system                         | epoka / oddział   | wiek / piętro | Wiek (mln lat) |
| -------------------------------------- | ----------------- | ------------- | -------------- |
| kreda                                  | wczesna           | berrias       | młodsze        |
| jura                                   | górna (malm)      | tyton         | 145,0–152,1    |
| jura                                   | górna (malm)      | kimeryd       | 152,1–157,3    |
| jura                                   | górna (malm)      | oksford       | 157,3–163,5    |
| jura                                   | środkowa (dogger) | kelowej       | 163,5–166,1    |
| jura                                   | środkowa (dogger) | baton         | 166,1–168,3    |
| jura                                   | środkowa (dogger) | bajos         | 168,3–170,3    |
| jura                                   | środkowa (dogger) | aalen         | 170,3–174,1    |
| jura                                   | wczesna (lias)    | toark         | 174,1–182,7    |
| jura                                   | wczesna (lias)    | pliensbach    | 182,7–190,8    |
| jura                                   | wczesna (lias)    | synemur       | 190,8–199,3    |
| jura                                   | wczesna (lias)    | hettang       | 199,3–201,3    |
| trias                                  | późny             | retyk         | starsze        |
| Podział jury według ICS, sierpień 2012 |                   |               |                |

Kelowej (ang. Callovian)
- w sensie geochronologicznym: czwarty, najmłodszy, wiek środkowej jury, trwający według przyjmowanego do 2012 roku przez Międzynarodową Komisję Stratygrafii podziału jury około 3,5 miliona lat (od 164,7 ± 4,0 do 161,2 ± 4,0 mln lat temu)[1]; w roku 2012 Komisja poprawiła datowanie na od 166,1 ± 1,2 do 163,5 ± 1,0 mln lat temu[2]. Kelowej jest młodszy od batonu a starszy od oksfordu.

- w sensie chronostratygraficznym: najwyższe piętro środkowej jury, wyższe od batonu a niższe od oksfordu. Stratotyp keloweju nie jest jeszcze zatwierdzony. Dolną granicę keloweju wyznacza pierwsze pojawienie się amonitów z rodzaju Kepplerites.

Nazwa piętra (wieku) pochodzi od nazwy miejscowości Kellaways (Wiltshire, Anglia).

## Fauna keloweju

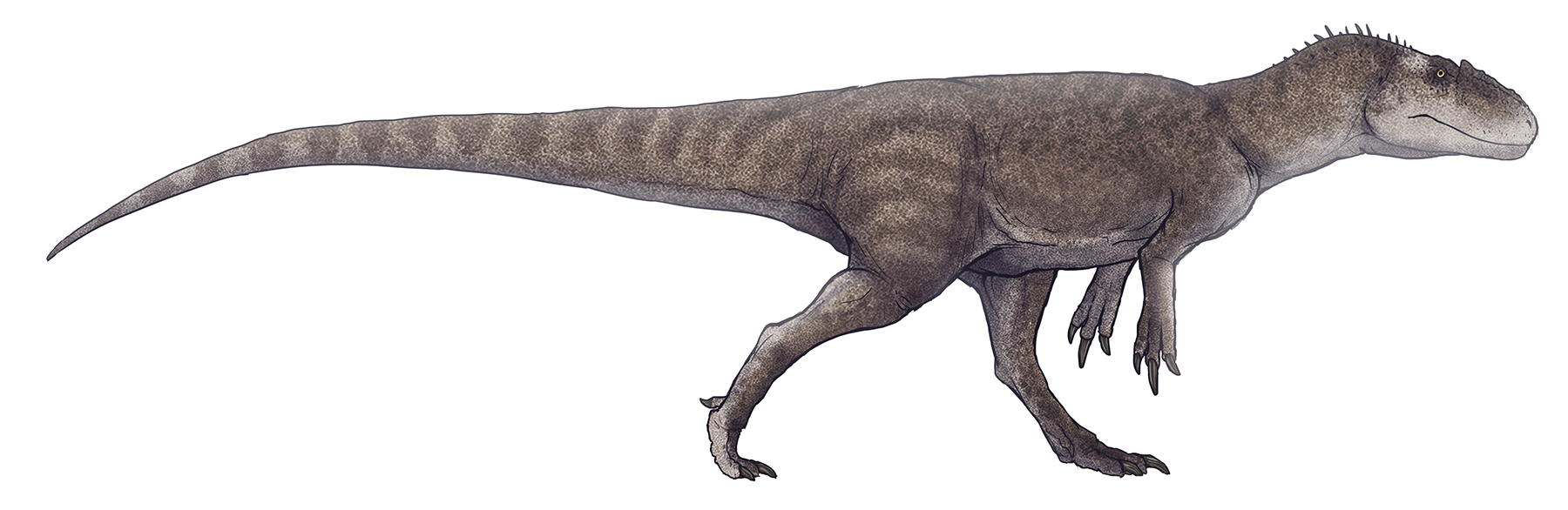
Gazozaur

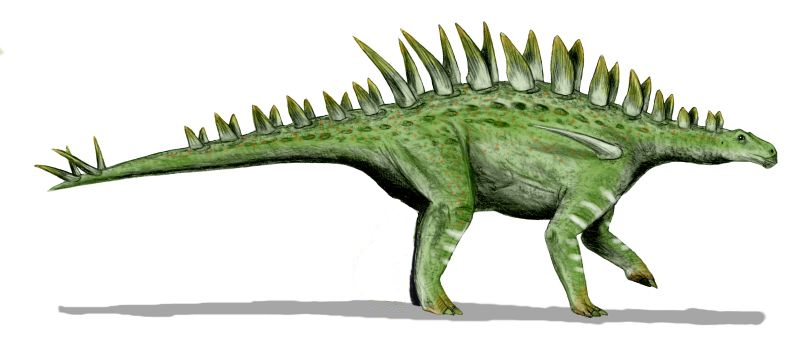
Huajangozaur

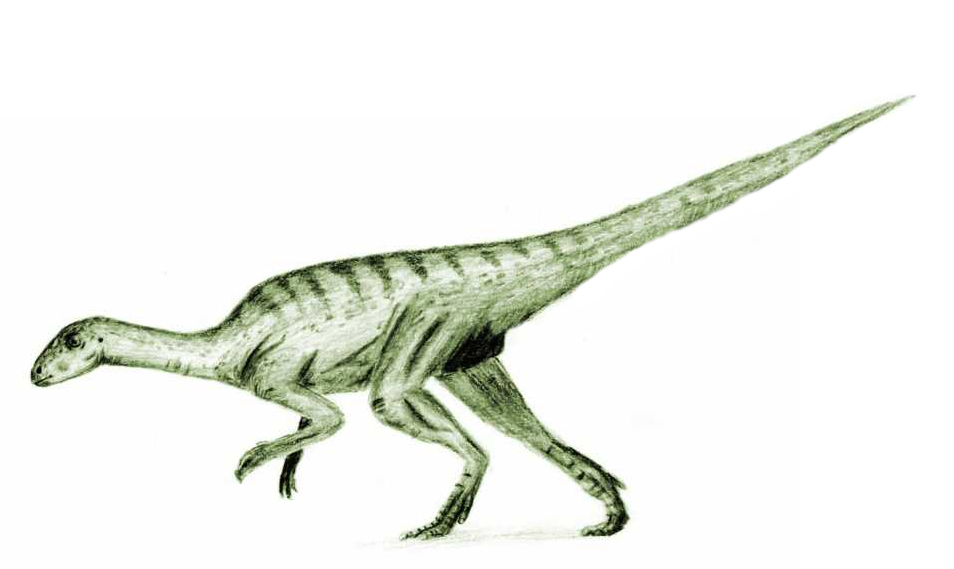
Agilizaur

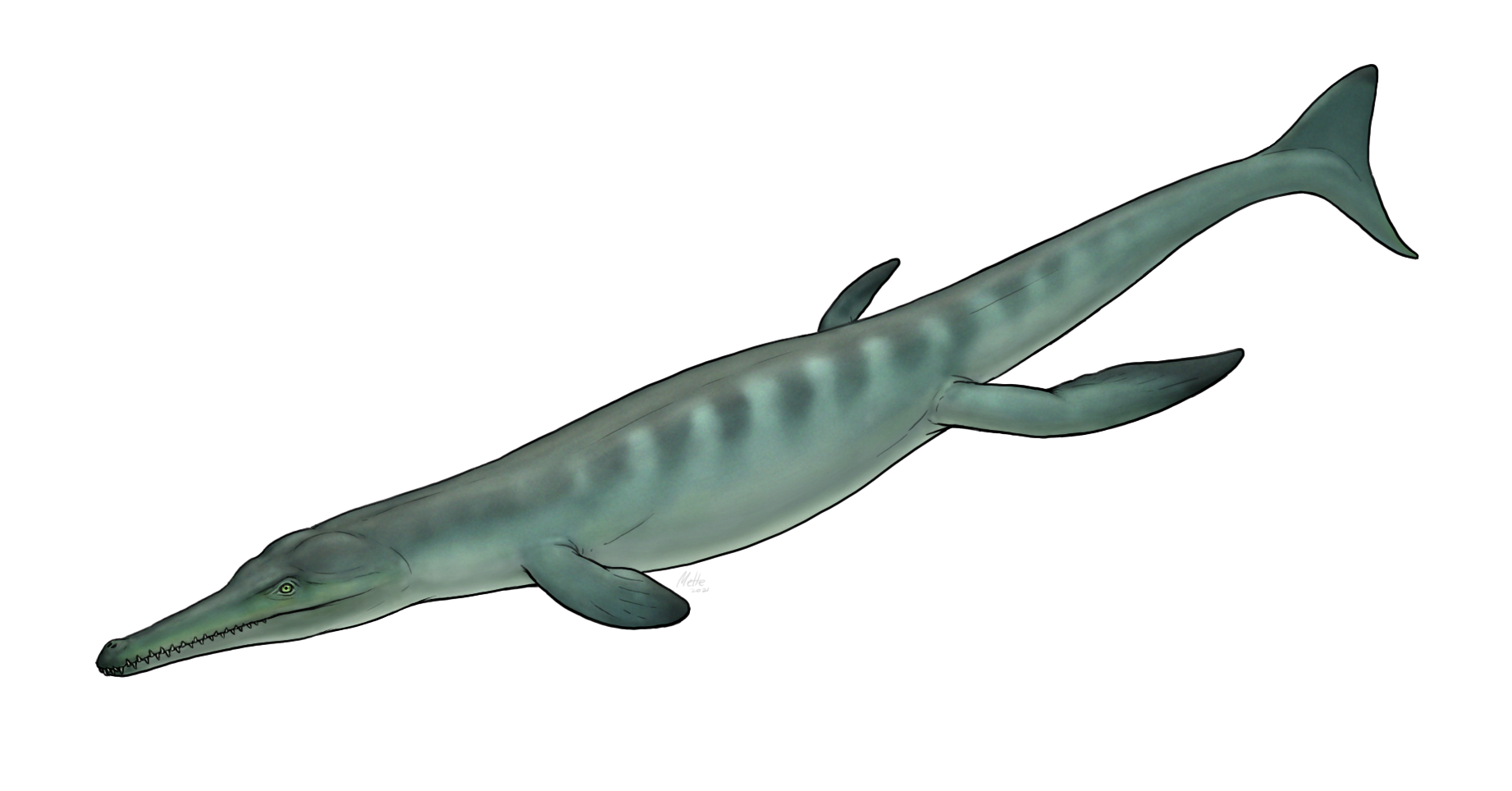
Metriorynch

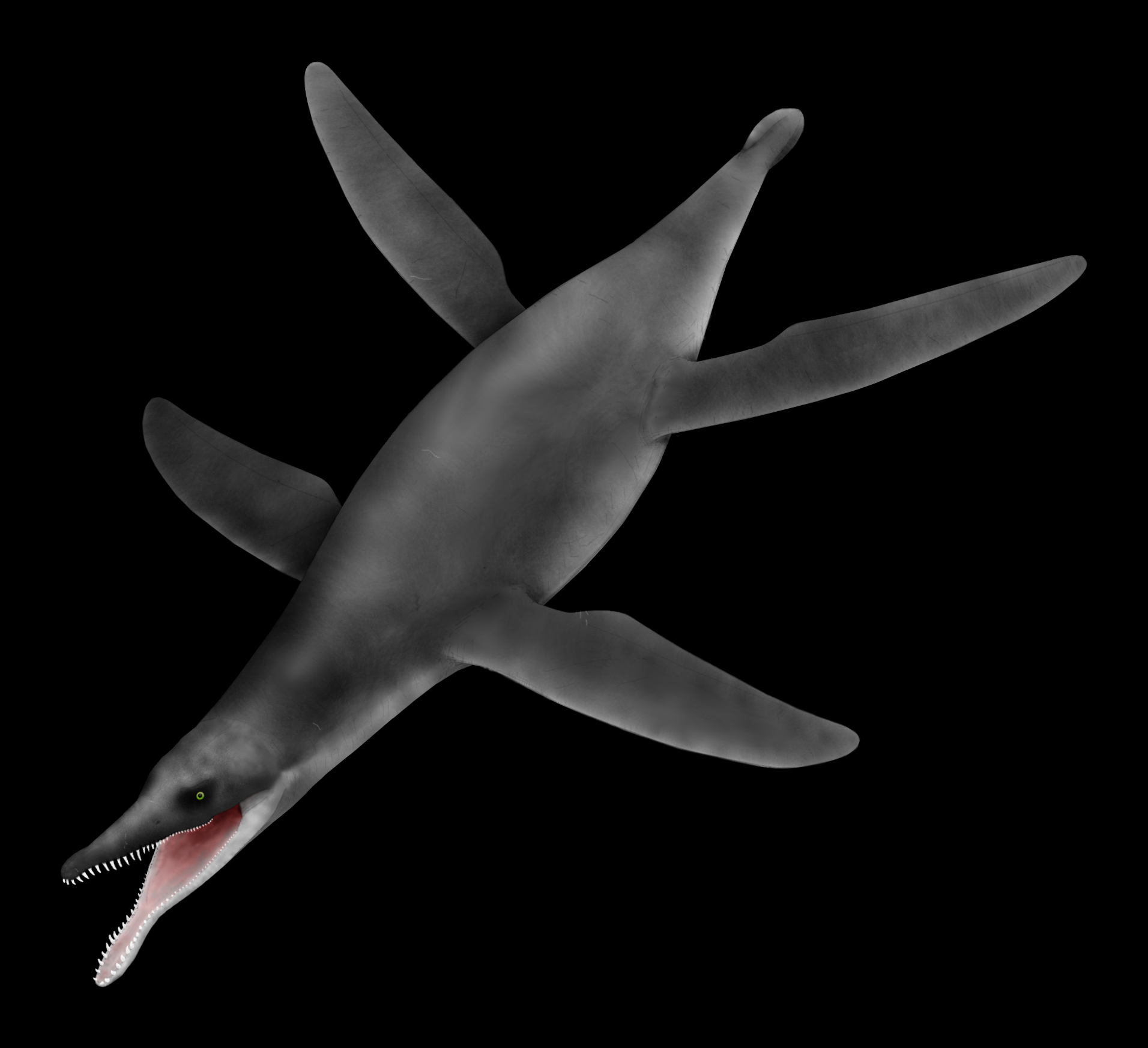
Peloneustes

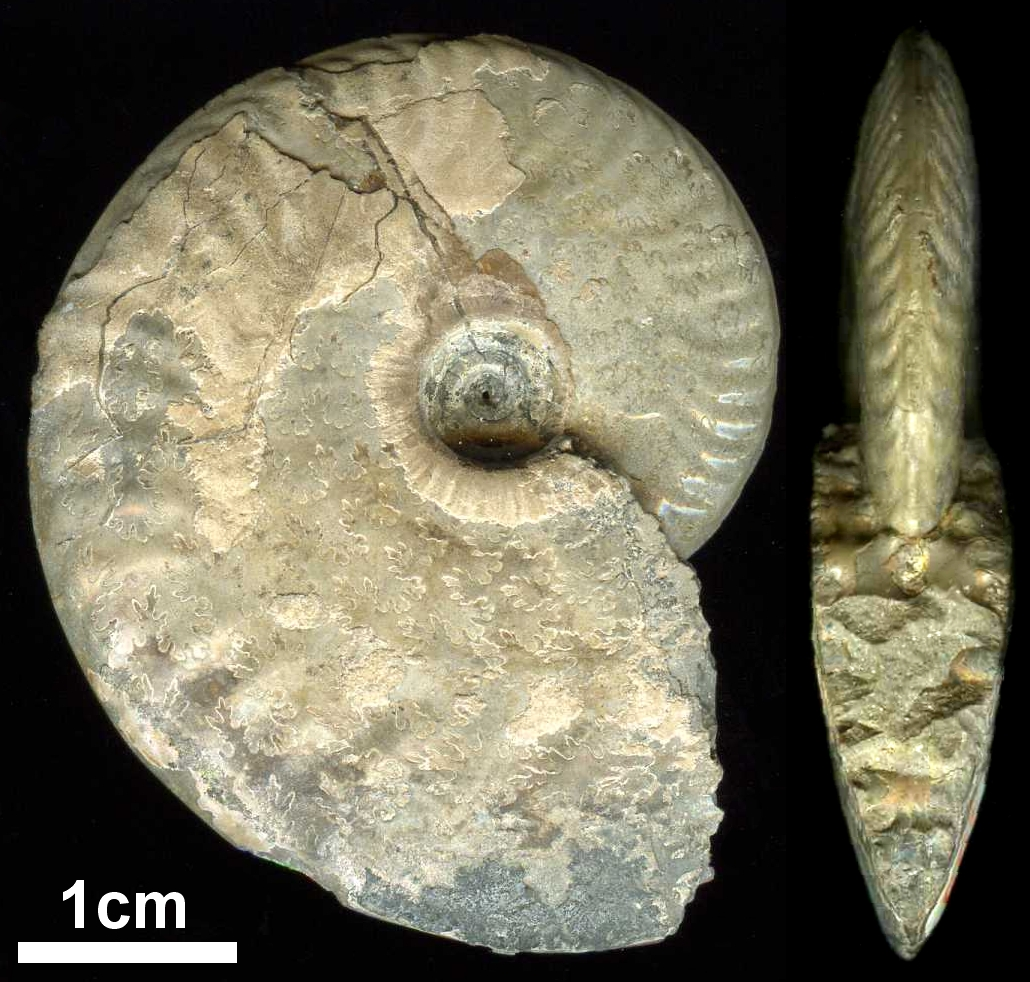
Oxycerites

### Teropody
- Pedopenna – maniraptor; Chiny[3]
- Szechuanoraptor – karnozaur albo celurozaur; Syczuan (uważany bywa za nomen nudum)
- Gazozaur – karnozaur; Chiny
- Eustreptospondyl – megalozaur; Europa

### Zauropody
- Atlazaur – brachiozaur; góry Atlas w Maroku
- Abrozaur – Macronaria; Syczuan
- Patagozaur – ? cetiozaur; Chubut (Argentyna)
- Ferganazaur – Kirgistan

### Stegozaury
- Leksowizaur – stegozaur; Francja, północna Anglia
- Lorikatozaur – stegozaur; Francja, Anglia
- Huajangozaur – huajangozaur; Syczuan

### Ornitopody
- Kallowozaur – iguanodon; Anglia

### Pachycefalozaury
- ? Ferganocefal – Kirgistan

### Pozostałe ptasiomiedniczne
- Agilizaur – być może ornitopod; Syczuan
- Hexinlusaurus – bazalny; Syczuan

### Krokodylomorfy
- Junggarsuchus – Sphenosuchia; Chiny
- Metriorynch – Thalattosuchia; Anglia, Francja, Niemcy[4], Argentyna[5], Chile[6]
- Steneosaurus – Thalattosuchia; Wielka Brytania, Francja, Niemcy, Szwajcaria, Maroko

### Plezjozaury
- Liopleurodon – pliozaur; Francja, Wielka Brytania, Rosja, Niemcy
- Pliozaur – pliozaur; Anglia[7]
- Simolestes vorax  – pliozaur; Anglia, inne gatunki w innych piętrach: Francja i Indie
- Peloneustes  – pliozaur, Anglia
- Pachycostasaurus

### Amonity
- Cadomites – Ammonitida; Europa, Afryka, południowa Azja
- Oecoptychius
- Oecotraustes
- Oxycerites – Ammonitida[8]

### Łodzikowce
- Somalinautilus

### Płaszczoobrosłe
- Proteroctopus – ośmiornica; Francja
- Rhomboteuthis lehmani – kałamarnica; Francja  Rhomboteuthis lehmani

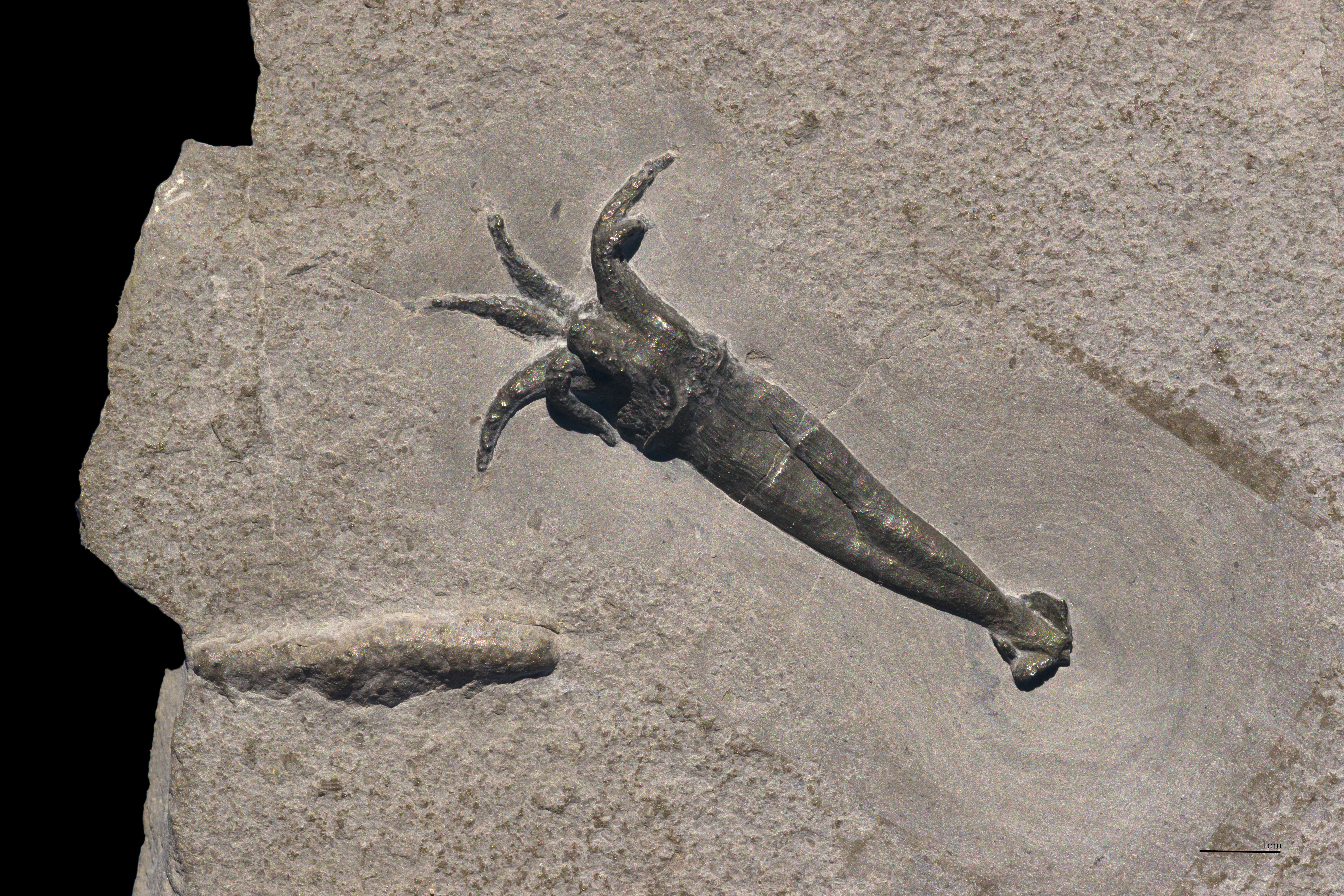
Rhomboteuthis lehmani

- Vampyronassa – wampirzyca; Francja

### Belemnity
- Produvalia